# セリーヌ・デプト
セリーヌ・デプト（1999年12月8日 - ）は、TikTokとYouTubeで活躍するベルギー人インフルエンサーである。YouTubeの登録者数がベルギー人として初めて1000万人を達成した。 2019年4月からTikTokに動画をアップロードし始め、2020年1月までにベルギー人インフルエンサーの中で最も多い約270万人のTikTokフォロワーを獲得した。彼女はさらに、パートナーでありインフルエンサー仲間でもあるMichielとYouTubeチャンネル「Celine & Michiel」を主催している。をパートナーでインフルエンサー仲間のMichiel Callebaut（ミシェル・カレボー）と運営しており、2022年には長編映画に出演した。サッカー、ダンス、リップシンク、いたずらなどのコンテンツで知られる。様々なブランドからスポンサーを受け、2022年には自身のアパレルラインを立ち上げた。